# AIDS-Fondet
 Der er for få eller ingen kildehenvisninger i denne artikel, hvilket er et problem. Du kan hjælpe ved at angive troværdige kilder til de påstande, som fremføres i artiklen.

AIDS-Fondet er en privat organisation som arbejder for en verden uden hiv, og en verden hvor seksuel sundhed er en ret og en realitet for alle. AIDS-Fondet arbejder både i Danmark og internationalt og fokuserer på de befolkningsgrupper, der er særligt sårbare og udsatte for hiv.

## Historie
AIDS-Fondet, oprindeligt Fondet til Bekæmpelse af AIDS er en dansk privat humanitær NGO, der blev stiftet i 1985 af overlæge, dr.med. Jens Ole Nielsen, Landsforeningen for bøsser og lesbiske og overlæge, dr.med. Viggo Faber.
AIDS-Fondet har til formål at indsamle penge og uddele dem til patientstøtte, forskning og information om hiv og aids. AIDS-Fondet har tillige arbejdet med at mobilisere folkelig og politisk opbakning til aids-bekæmpelsen i Danmark og i verden. AIDS-Fondet har således i modsætning til mange andre hiv/aids-organisationer både en dansk og en international dagsorden.
AIDS-Fondet er medarrangør er Mangfoldighedsfest Odense.

## Ledelse
Lars Christian Østergreen er fra maj 2021 direktør i AIDS-Fondet.
Andreas Gylling Æbelø var direktør i AIDS-Fondet mellem maj 2017 og januar 2021. 
Han er cand. mag. i retorik fra Københavns Universitet. Han har været chefrådgiver i Advice A/S, særlig rådgiver for handels- og udviklingsminister Mogens Jensen og kommunikationschef i Det Obelske Familiefond.